# パーフェクト・ワールド What a perfect world!
『パーフェクト・ワールド What a perfect world!』は清涼院流水による小説作品。

## 概要
西尾維新の『刀語』とともに、講談社BOXの企画「大河ノベル」の第1弾・2007年作品として12ヵ月連続で刊行された。
「全巻読めば英語が話せるようになる」という触れ込みで、全巻とも横書きである。また、作中にはところどころに京都市内の風景写真が挿入されていて、イラストの代わりに梅吉の切り絵が用いられている。

## あらすじ
京都市内に住む一角家は3人家族。2007年1月に、ある留学生のホストファミリーとなった。留学生の名はレイモンド・クオーツ（レイ）。ニューヨーク出身の彼は一角家の1人息子・英数と同い年で、京都大学に1年間留学するべく、日本語の基礎をある程度学んだ上でやってきたのである。
やる気満々なレイにつられ、一角家の母・数代も「1年間で英語を話せるようになりたい」と言い出したため、英数はレイに日本語を教える傍ら、かつて父・醍醐から教わった「キャナスピーク」を母に教えることに。
しかし、レイには「日本語を学ぶ」以外の留学目的があった。それは、行方不明となった父が残した言葉を手がかりに、京都のどこかに出現する「ワンネス」を探すこと。それを手伝うことにした英数は気づかなかった。ある時期から否定し続けている「運命」というものに、自分が飲み込まれていることに……。

## 登場人物
一角 英数（いっかく ひでかず）
一角家の1人息子。初対面時、レイに「エース」と呼ぶよう言ってから、家族や後述する家庭教師をしている生徒達にも「エース」という愛称が広まる。3月3日生まれで、作中で20歳を迎える。
10歳の時に交通事故で下半身の自由を失って以来、車椅子に頼る生活を送っている。事故に遭うまでは、近所の少年野球チームでエースピッチャーの座を監督の息子である神田特球と競い合っていた。当時の得意球種はカーブ。また、チーム1の俊足であり、盗塁王でもあった。事故後は不自由になった生活にかなりへこんでいたが、父から英語の「キャナスピーク」を教わるようになり、やや明るくなった。なお、花見の人ごみの中でスリを見抜くなど、野球で鍛えた動体視力はあまり衰えていない模様。とても自己犠牲的な性格。
現在は大学進学を諦め、個人で「キャナスピーク」を応用した英語の家庭教師をしているが、毎日では負担が大きいため、個別に週1回、3人を教えている。しかし、生徒に自宅を訪問してもらう形であるため、料金は安いらしい。
一応秘密にしているが、2年ほど前から、「変身」というキーワードを口にすることで、1日1分だけ健康体となる能力を得た。しかし、人助けという目的がある時でないとこの能力は発動しない上、夢の中で使用しても1回と認識される。この際はかつての俊足をも取り戻し、周囲の誰よりも足が速い。医者にも原因が分からないため、障害者手帳にはこの件に関して複数の署名が入っている。
レイの「ワンネス」探しに協力するが、レイではなく自分が「ワンネス」に直接関わる宿命を持っていた。ろくろの導きで、「ワンネス」にたどり着くための鍵となる「ワンネスの13人」のうち、自身以外の12人を選出する。また6月の終わりに、ろくろから「年末まで生きられない」と宣告された。それを示すかのように死期を表す生命線が極端に短くなっている。
当初は「運命」や霊の存在を否定していたが、悟やきららと出会ってからはそれを否定できなくなっており、10月の終わりごろからきららの霊を視認できるようになり、11月中旬からきららの霊と会話することも出来るようになった。
最後はろくろに示されたとおり、11月28日に、京都転覆を基点とする人類滅亡計画から世界を救う「救世主」として「ワンネス」へ到達、命を落とした。
レイモンド・クオーツ
一角家にやってきた留学生。天然パーマの金髪に青い瞳の青年で、愛称はレイ。英数と同じ3月3日生まれ。
1月から1年間、私費留学という形で留学するため来日。日本の大河ドラマや仮面ライダーシリーズが好きで、アメリカ人ながら日本史に詳しい。普段は片言の日本語を繋ぎ合わせて喋るが、勉強熱心で「ダイジョウブ。オボエマシタ」と言った言葉や表現に関しては本当に覚えている。口癖は「Perfect!」。路上で西尾八ツ橋の袋を持った少年を見かけては「ニシオ!」と飛び出していくなど、度々奇矯な行動を取ることがある。
普段は「天使のよう」と評されるほど純粋な性格だが、酒を飲むと急に日本語が流暢になり、普段とは違う性格に変貌する（通称「黒レイ」）。しかし3分ほどで寝入ってしまい、その間のことは翌朝には忘れている。また意識的に「グレイ」という人格を出すと、口調は丁寧なまま日本語が流暢になる。これらの変化は、同じ外見を持つ日本生まれのいとこ・田野二郎が、ある事情で最初からレイ本人と入れ替わっていたことによるものだったことが判明。本物は、二郎として東京へ行っており、「井筒さん」「西尾さん」兄妹がニューヨークにいた頃の友人である。
田野 二郎（たの じろう）
レイとは母親違いの兄弟にして、母方のいとこ同士という複雑な関係にある青年。2月6日生まれ。東京出身。
母親がアメリカ人でレイの母とは双子の姉妹だったため、外見はレイと見分けがつかない。また、レイとは幼い頃から英文でメールをやりとりしていた関係であり、最近ではPCにWebカメラなどを繋いで画面越しに直接会話することもあった。レイに日本留学を持ちかけ、1年間入れ替わることを提案した人物。そして日本に到着したレイと入れ替わって京都へ赴き、「ワンネス」を探していた。なおこの入れ替わりについては、二郎の母親は知っているが、レイの母親は知らない。
そのため、普段は片言の「レイ」を演じているが日本語は流暢で、上述の「黒レイ」は単なる酔っ払いであり、「グレイ」は二郎としての本性を隠し、英数と距離を置くための芝居である。また、「レイ」が仮面ライダーや大河ドラマ、日本史に詳しかったのは日本人である彼が入れ替わっていたため。
霊を見ることが出来、行方知れずになっていた父親の霊と1度だけコンタクトした際に、「ワンネス」についての手がかりを得た。また、京都の街中で攘夷派の侍の霊に襲われかけたこともある。
彼なりに英数をはじめとする一角家を大切に思っており、密かに柴山ユウを殺すことで一角家を助け、その後英数が「ワンネス」に到達する「救世主」であることが発覚し、さらに自身も2の数字を持つ「ワンネスの13人」であると判明した。「ワンネス」に飛び込み霊となった英数が、きららと共に時間をさかのぼって過去の彼に情報を伝えたが、彼の決意は固く、英数が「ワンネス」に相対する際、「救世主」でない者は「ワンネス」にたどり着けないと知りながらも、英数より先に、出現した「ワンネスの窓」に飛び込もうとし、命を落とした。
一角 醍醐（いっかく だいご）
英数の父。外資系企業の中堅役員。10月6日生まれ。
カタカナ英語から発展させた独自の会話法「キャナスピーク」は、英語ならばネイティヴに近い発音が出来るほどになっている。また、ロシア語をはじめとする幾つかの他の言語も「キャナスピーク」で話せる。料理上手で、時々腕を振るう。その腕前はそこそこいいレストランよりも上で、特にオムライスは絶品。そのオムライスを数代に振る舞ったときに逆プロポーズされ、毎年結婚記念日にオムライスを作っている。
一角 数代（いっかく かずよ）
英数の母。専業主婦。6月10日生まれ。
レイが来たことで英語に興味を持ち始め、夫や息子、レイの手助けを受けながら「キャナスピーク」を覚え始める。
明神 ろくろ（みょうじん ろくろ）
「絶対に外れない占い師」と京都の花街で有名な占い師の老婆。轆轤町の築50年ほどと思われる2階建ての民家で、孫と共に暮らしている。大抵「クローバ（黒老婆）」という通称で呼ばれている。本人は「すべての結末が見えている」と言い、「ワンネス」に関わっていく運命を持つ英数たちを影から導く。
明神家は彼女の一世代前まで、現在京都転覆計画を実行しようとしている「黒の陰陽師」の家系だったが、ある時をきっかけに一派を抜けたらしい。
「ワンネスの13人」の一人であり、名前の「ろくろ」の中に6が入っている。
九条 大紀（くじょう だいき）
英数が月曜に家庭教師を担当している小学生。明るい性格のサッカー少年だが、親が教育熱心なためか水曜に塾にも通う。英数の秘密を知った際は「ヒーローじゃん!」とあっさり信じた。ケモノのニオイを感じることができる。
「ワンネスの13人」の一人であり、名字に9の数字が入っている。
若宮 菜々（わかみや なな）
英数が水曜に家庭教師を担当している中学生。7月17日生まれ。茶髪にストレートパーマを当てていて、一人称は「あたい」。料理やお菓子作りを得意とする空手の有段者。まっすぐな性格で、英数が教えている他の2人とは2月になるまで会った事がなかったが、すぐに打ち解け「大紀ちん」「凛たん」と呼ぶ。
「ワンネスの13人」の一人であり、名前と誕生日から7の数字を持っている。
姫沢 凛（ひめさわ りん）
英数が金曜に家庭教師を担当している高校生。名門の女子高に通う。まっすぐな黒髪が特徴で、茶道や華道を習っていることと苗字との連想で「お姫様」を思わせる外見。一人称は「凛」。
「ワンネスの13人」の一人であり、その雰囲気からクイーン（12）の数字を持っている。
蓮庭春華（はすにわ はるか）
一角家が贔屓にしている御池通にある花屋「フラワーガーデン」の娘。家族構成は両親と兄で、4人で花屋を切り盛りしている。20代。3月3日生まれであることから、三十三間堂の正式名称「蓮華王院」にちなんで名づけられたという逸話を持つ女性。
実は10年前英数が事故に遭った際の加害者の車の同乗者であり、その時の運転手が彼女の当時の恋人だったため、英数に対してずっと後ろめたさを感じていた。
「ワンネスの13人」の一人であり、誕生日と名前の「春」の中にある三の字から、3の数字を持っている。
梅吉（うめきち）
北海道出身の芸妓。本職は切り絵師。
昔から芸妓に憧れており、2006年、京都を散策中に出会ったクローバに導かれ、本職を続けながら芸妓修行をし、2007年から上七軒周辺の座敷に出るようになった。クローバの依頼で、「装飾の一部に『A』と読める部分を作った、腕が12本の千手観音」の切り絵を作り、英数に届けた。
「ワンネスの13人」の一人であり、「吉」の字の上の「士」の部分が十一となる。
神田 徳太郎（かんだ とくたろう）
英数がかつて所属していた少年野球チームの監督で、現在プロ野球選手である特球の父親。
少年野球時代の英数に目をかけていた。10年経った現在は、ある理由から四条大橋に立つ托鉢僧となり、クローバともつながりを持つ情報屋「四条坊」と呼ばれている。
「ワンネスの13人」の一人であり、四条坊という通称から4の数字を持っている。
大黒 太（おおぐろ ふとし）
通称「太クン」。大黒天そっくりの男性。花街では「彼に打ち出の小槌を振られて『おめでとう』と言われた人間は、1度だけ彼が出来る範囲での助力を得られる」と有名。そのため、彼が現れる時は舞妓や芸妓がその後ろをぞろぞろと歩いている。
英数は教え子達と東山花灯路を見物に行った際に彼と遭遇し、日暮れまでにろくろに触れるという対決の際に助力してもらった。
「ワンネスの13人」の一人であり、大黒天の「天」がten（10）となる。
王 美蘭（ワン メイラン）
終夜営業のスーパーでバイトしているレイの同僚で、中国か台湾系の留学生。
長い黒髪が特徴ですらりとした長身の女性だが、男のような口調で日本語を話し、時々オヤジギャグを会話に盛り込む。拳法系の格闘技の使い手でもある。
「ワンネスの13人」の一人であり、名字の王がキング（13）を表している。
明神 悟（みょうじん さとる）
「陰陽師ならぬON明神」を自称する、英数と同年代の青年。ろくろの孫できららの兄。
彼が言うところの「神」のお告げめいたものによって、人との縁を5段階の星で評価し、星5つとなった人物に手を貸す。一人称は「ワイ」。霊の存在を知覚することが出来、後に霊となったきららから英数の危機を知らされることがある。
星5つの縁を持った英数に、運命と宿命の違いを教える。京都転覆計画とそれに伴う世界の滅亡を狙う勢力「黒の陰陽師」や、彼らの使う「暗黒結界」と呼ばれる術についても、ろくろほどではないが知識を持っており、英数に教授する。
また、「ワンネス」についてもある程度知識を持ち、きららと共に英数に関わることに。
「ワンネスの13人」の一人であり、名前の「悟」の中に「五」が入っている。
明神 きらら（みょうじん きらら）
英数よりやや年下の少女。ろくろの孫で悟の妹。
幼い頃に家の階段から落ちて脳を損傷したため左半身が麻痺しており、日常的に兄に介助してもらっている。また脳の障害が原因で、他者の言葉は理解しているが、言葉を喋れなくなっている。この事故以降、英数と同様に「変身」というキーワードを口にすることで1日1分だけ健康体となる能力を得た。しかし英数と異なり、キーワードを口にしないまま1日を終えれば、その日の分の変身時間は翌日以降に持越しが可能。能力と障害の代償に、悟も認める「異常なカワイさ」を得ていて、英数は出会って以来彼女に惹かれていく。
10年以上前に、ろくろから命日が2007年7月17日であると宣告されており、約6年前からキーワードを口にしないことで「変身」出来る時間を持ち越し続け、命日の直前37時間を自由に過ごす。
悟同様、「ワンネス」とそれに向き合う世界の救世主についてろくろからある程度知らされており、幼い頃から「救世主」に恋焦がれてきたため、「変身」した際、英数を「救世主さま」と呼ぶ。彼女が救世主に惹かれることは宿命であり、英数が年末まで寿命を延ばすために、「黒の陰陽師」の魔手から庇い、宣告されていたとおりに命を落とした。しかし、ある理由からその魂は現世に留まっており、霊を感知できる能力を持つ者には存在が感じられていた。
神田 特球（かんだ とっきゅう）
英数の幼馴染の1人で、高校卒業後ドラフト会議で上位に入り、プロ野球選手となった青年。ポジションはピッチャー。
父親の徳太郎に言わせれば、プレッシャーに弱い部分を持つこともあり「英数と比べて、特球はプロ入りできる器ではない」らしいが、英数が事故で野球をやめざるを得なくなってからは、少年野球の監督を辞めた父によってしごかれたことで、プロ入りを果たしたという経緯を持つ。そのため、内心では「日本一のエースピッチャーは一角だ」と今でも思っており、野球から遠ざかって10年経つにもかかわらず、英数を選手として尊敬している。
柴山 ユウ（しばやま ユウ）
Siva the Night Devil（夜の悪魔＜シヴァ＞）を通称とする、「黒の陰陽師」の少女。一派の中でも100年に1人の逸材と評される術者で、レイや英数と同年代。黒髪のおかっぱと黒ぶち眼鏡が特徴。
京都音痴なため、インターネットで知り合った京都通の少年「西尾さん」を探していた。救世主である英数を殺そうと、山鉾巡行の日に襲撃するも、きららに割り込まれ失敗。後日、「八月いっぱいで母親に1000の英単語を記憶させなければ、大切な人が一人死ぬ」という術をかけたことを英数の携帯にメールで連絡してきた。課題をどうにかクリアした英数に、今度は「九月いっぱいで母親に2000の英単語を記憶させなければ、大切な人が二人死ぬ」という術をかける。何らかの裏技を使ってクリアしても、難癖をつけて術を発動させるつもりだった。
しかし、「レイ」を名乗って彼女に取り入った田野二郎によって暗殺され、英数が「ワンネス」に到達して霊となった後に彼の前に霊となった姿を見せ、「殺してくれてありがとう」「誰かに止めて欲しかったのかもしれない」と告げて消えた。
鍜治 活児（かじ かつじ）
23歳くらいの青年。常にスーツ姿で、新卒社員のような爽やかさを持つ。活児という名は、編集者だった彼の伯父、宇山秀雄（講談社の編集者・宇山日出臣の本名に由来）が名付けたもの。「八つ橋愛食おう会」のメンバーで、通称「聖護院さん」。彼の通称は「聖護院八ツ橋」に由来。
「ワンネスの13人」の一人であり、八つ橋愛食おう会から8の数字を持っている。
おたべさん
「八つ橋愛食おう会」のメンバーの一人。25歳くらいの女性会社員で本名不明。身長が約165cmでスタイルが良く、左目の下に泣きぼくろがある。
活児をからかうためによくつきまとっており、彼を「だーりん」と呼んでいる。通称は「おたべ」に由来する。
西尾さん
「八つ橋愛食おう会」のメンバーの一人で京都通の少女。14歳くらいで本名不明。身長155cm。インターネット上では男の子で通している。水色のカラーコンタクトを入れ、ゴスロリ調の服装をしている。井筒さんを「いーちゃん」と呼んでいる。通称は「西尾八ツ橋」に由来。
井筒さん
「八つ橋愛食おう会」のメンバーの一人で、西尾さんの双子の兄。紫のカラーコンタクトを入れ、ゴシック調の服装をしている。時折西尾さんと服を入れ替えて行動しているらしい（しかし、コンタクトの色は変えていないので、それを知っている人には見分けがつく、とのこと）。2人揃って10cmほどの厚底ブーツを履いている。西尾さんを「にぃーちゃん」、活児を「刀氏（かたなし）」と呼んでいる。通称は「井筒八ツ橋」に由来する。

## 用語
ワンネス
失踪したレイの父親の唯一の手掛かりであり、レイが来日した目的。
世界の神秘そのもので、辿り着くと必ず死ぬ。ワンネスの13人を揃えて、中心の一人が辿りつけるか挑戦する。
一週間に一度、京都の名所のどこか一か所に、ワンネスに通じる「ワンネスの窓」が出現し、黒老婆はこの「窓」を覗いて占いをする。
英数は最初、ワンネスという音を聞いて、自分のことだと思った（ワンネス→one ace→ひとつのエース→ひと、つの、エース→一角英数）。
ワンネスの13人
ワンネスに辿りつくために必要なメンバー。この13人が揃っていなければ、窓は開かない。
英数を含めた13人は、それぞれが1～13の数字を持っており、トランプを使って捜し出さなければならなかった。
その方法は、相手の名前と持っている数字を言い、相手にトランプを引かせるというもの。宣言した数字と同じなら13人の一人であり、違っていたら13人ではない。調べるチャンスは一人につき一回。相手の名前を間違えていたらやり直せるが、数字を間違えて予想していた場合はやり直しはきかず、13人を揃えることは出来なくなる。
キャナスピーク
一角醍醐が考案した言語勉強法で、本人曰く「正当な語学じゃない」「その場しのぎの裏技としては最高」。
各種言語の発声法をカナ字で表記するというもので、音声を重要視している。
英字表記すると「Can-a-speak」となる。speakには『人が言語を話している状態』という意味があり、can speakは『内容はどうあれ言語と分かる音声を発することができる』となる。これにカナ字表記をかけて「キャナ」としている。
醍醐はキャナスピークを使い、複数の言語を習得した。
アイ進化
キャナスピーク2の前段階。
英語には日本語の「イ」の発音が無いため、“I”の部分を正確に発音することに重点を置いている。
アイは、英語を見る「目」と「自分」自身ともかかっている。
キャナスピーク2
キャナスピークの第二段階で、特定の発音に注意点を加えることがプラスされる。これにより、よりネイティブの発音に近くなる。前述の「アイ進化」も含まれる。
キャナスピーク3
キャナスピークの第三段階。三種類のAの発音の区別を付ける『トリプルAの進化』をメインにしている。
キャナスピークF
キャナスピークの最終段階。アルファベットの並びによる発音のルールに重点を置いている。
Fは、器を満たす（fill）、器が一杯になった（full）、最終段階（final）、最終幕（finale）、固定する（fix）、進化を終える（finish）と複数の意味合いがあり、アルファベットの並びによる発音のルールを表すphonics（フォニックス）からも来ている。
シゴスピーク
会話の一部を英文にすることで英会話の反射神経を鍛えるトレーニング方法。英字表記すると「see got speak」。『私はしゃべることを理解している』を表す“I see speaking”と、『私はしゃべることを自分のものにした』を表す“I got speaking”からきている。また、英文化するのが4〜5語で、自分に関する事『私語』から始めることにもかかっている。
〈シゴスピーク〉ナレーション
シゴスピークの進化版。自分の日常的な行動をシゴスピークで実況中継する練習法。実況中継と「慣れましょう」からきている。
無限ドゥミノ
英数が独自に編み出した英単語記憶法。綴りや発音の共通した英単語群を一括りにして覚えるもので、ドミノを一列に並べることに例えている。
ドゥミノを英字表記すると「Do me know」となる。これはドミノとかかっている他、『私は知ってる？』という質問文“Do I know?”と、『私に教えて』という文“Let me know”を合わせた語である。
万能ドゥミノ
英数曰く「無限ドゥミノの一番の醍醐味」。ウェディングベル、ウェディングケーキのように、二語構成の言葉を共通する一語目でまとめたもの。
八つ橋愛食おう会（やつはしあいくおうかい）
八つ橋をこよなく愛する自称秘密結社。各ブランドの八ツ橋を広めるため、気が向いた時にお気に入りのブランドの袋を持ち歩くという地味な活動にいそしんでいる。毎月一回、八つ橋の聖地とも言われる金戒光明寺の前の坂道に集まって定例報告会をしている。
メンバーは「聖護院さん」「おたべさん」「西尾さん」「井筒さん」の4人で、通称はそれぞれお気に入りの八ツ橋ブランドからきている。あくまでそれぞれの「お気に入り」であり、他のブランドを否定しているわけではない。
ケモノのニオイ
古くからある呪法で、その場を穢す『暗黒結界』の呪術の一つ。動物を絞め殺し、その残留思念を利用して施す。施された場には強烈な悪臭が残り、その匂いは霊感のある者にしか分からない。祓うには強い力が必要。
京都転覆計画（きょうとてんぷくけいかく）
京都の結界を破壊する計画。京都の結界は世界の存亡と大きく関わっており、これを壊すことで連鎖的に日本、世界の結界が壊され、世界が滅亡すると言われている。具体的には、京都の結界が暗黒結界に変わることで場が穢れ、精神に異常をきたす者が多数出現する。これにより京都は人離れを起こし、経済的に打撃を受けて荒廃。この流れが日本、世界と伝播していくというもの。
結界戦争（けっかいせんそう）
はるか昔から続く、黒の陰陽師と白の陰陽師の戦い。黒の陰陽師は各都市の清浄な結界を暗黒結界に変え、白の陰陽師がそれを清浄な結界に戻す、を繰り返している。暗黒結界に挟まれた結界も暗黒結界となるため、明神悟はオセロに例えていた。
歴史の節目に何度も人類の存亡が危ぶまれたが、その都度「救世主」の出現によって防がれている。
黒の陰陽師（くろのおんみょうじ）
平穏を嫌う霊能者の集団。各都市に施された結界を穢し、和を乱そうとしている。百年に一人の天才である柴山ユウの出現によって勢いが増し、京都転覆計画を進めた。
白の陰陽師（しろのおんみょうじ）
秩序を守る霊能者の集団。各都市の結界を守っている。
離魂術（りこんじゅつ）
黒の陰陽師が使う術。霊気の波長を合わせることで、肉体と魂を繋ぐ糸を掴み、切り離す。柴山ユウはこの術を使って英数を殺そうとした。

## 書籍情報
- Book.1◆One Ace 〜ひとつのエース〜 （ISBN 9784062836104）
- Book.2◆Two to Tango 〜タンゴを踊るふたり〜 （ISBN 9784062836142）
- Book.3◆three Cheers 〜万歳三唱〜 （ISBN 9784062836180）
- Book.4◆Four Winds 〜四方八方〜 （ISBN 9784062836227）
- Book.5◆Five-star 〜五つ星、超一流〜 （ISBN 978-4062836272）
- Book.6◆Sixth Sense 〜第六感〜 （ISBN 9784062836302）
- Book.7◆Seventh Heaven 〜最上の天国〜 （ISBN 9784062836326）
- Book.8◆Figure of Eight 〜8の字の形〜 （ISBN 9784062836357）
- Book.9◆On the Cloud Nine 〜雲の上の心地〜 （ISBN 9784062836388）
- Book.10◆Ten Commandments 〜十戒〜 （ISBN 9784062836425）
- Book.11◆Eleven-plus 〜選抜試験〜 （ISBN 9784062836470）
- Book.12◆Perfect Twelve 〜完全な12〜 （ISBN 978-4062836517）